# Gediz
Il Gediz o Ermo è un fiume della Turchia, che nasce nell'altopiano anatolico e sfocia nel mar Egeo dopo un percorso di circa 400 km. Il Gediz corrisponde all'antico Ermo, a cui era associata la figura mitologica che porta lo stesso nome.

## Percorso
Il Gediz nasce dalle montagne dell'Anatolia occidentale, nella provincia di Kütahya. Scorre poi verso occidente, dove riceve numerosi affluenti (i principali: Kunduzlu, Selendi, Deliinis, Demrek e Nif). Passa vicino all'antica Sardi (attuale Sart) e sbocca nel mar Egeo, nel golfo di Smirne, vicino a Focea (attuale Foça o Eskifoça). Nella geografia antica dell'Asia Minore, l'Ermo costituiva il confine meridionale dell'Eolia sebbene più ideale che reale. Nella moderna Turchia le acque del Gediz sono sfruttate sia per uso irriguo che per la produzione di energia elettrica (centrale di Demirköprü).